# Lillingstone Dayrell with Luffield Abbey
Lillingstone Dayrell with Luffield Abbey è una parrocchia civile dell'Inghilterra, appartenente alla contea del Buckinghamshire.